# G-I-B-Formel
Als G-I-B-Formel bezeichnet Heinz-J. Bontrup die Annahme der angebotsorientierten Wirtschaftspolitik, dass Gewinne zu Investitionen und damit zu mehr Beschäftigung führen.
Kritiker einer angebotsorientierten Wirtschaftspolitik bemängeln, dass die These nicht berücksichtige, dass Investitionen nur dann stattfänden, wenn der Unternehmer dadurch höheren Absatz seiner Güter oder höhere Gewinne erwarten könne. Wenn die Gewinne jedoch durch Lohnsenkungen erreicht werden, was zu einer Abschwächung der Konsumgüternachfrage führt, könne auch keine steigende Nachfrage nach Gütern erwartet werden. Zumindest nicht an dem Markt, an dem die Lohnsenkungen bzw. Entlassungen durchgeführt werden. Auch Rationalisierungsinvestitionen führten zu keiner Erhöhung der Beschäftigung.
In Deutschland sei die These durch die Hartz-Reformen von der Regierung de facto anerkannt worden.
Gegner der G-I-B-Formel schlagen vor, dieser die ENA-Formel entgegenzusetzen. Diese These besagt, dass steigende Einkommen heute zu einer wachsenden Nachfrage morgen und mehr Arbeitsplätzen übermorgen führen. Des Weiteren wird aus dem Versagen der G-I-B-Formel die Forderung nach einer Erhöhung des Spitzensteuersatzes und die Einführung einer Vermögenssteuer abgeleitet.